# زبان‌شناسی کاربردی
زبان‌شناسی کاربردی یک حوزهٔ بینارشته‌ای است که به بررسی و ارائهٔ راه‌حل‌هایی برای مشکلات واقعی مرتبط با زبان می‌پردازد. برخی از حوزه‌های علمی زبان‌شناسی کاربردی عبارت‌اند از آموزش زبان، زبان‌شناسی حقوقی، روان‌شناسی زبان، جامعه‌شناسی زبان، عصب‌شناسی زبان و فرهنگ‌نویسی. سنت زبان‌شناسی کاربردی خود را تا حدی به‌عنوان پاسخی به باریک کردن تمرکز در زبان‌شناسی با ظهور دستور زایشی در اواخر دهه ۱۹۵۰ تثبیت کرد و همواره نقش پاسخگوی اجتماعی را حفظ کرده است که گرایش محوری آن به مشکلات زبانی نشان‌دهنده آن است.